# Козулинцы
 Козулинцы — деревня в Кировской области. Входит в состав муниципального образования «Город Киров»

## География
Расположена на расстоянии примерно 15 км по прямой на юг-юго-запад от железнодорожного вокзала станции Киров.

## История
Известна с 1671 года как Починок Офонки Ворсина с 2 дворами, в 1764 (Афанасия Ворсина) 87 жителей, в 1802 (деревня Афанасья Ворсина) 11 дворов. В 1873 здесь (деревня Афанасья Ворсина или Козулинцы) было дворов 7 и жителей 82, в 1905 (деревня Афанасья Ворсина или  Козулинская 1-я) 11 и 84, в 1926 (Козулины 1-е или Афанасья Ворсина) 17 и 84, в 1950 (Козулинцы) 28 и 149, в 1989 9 жителей. Административно подчиняется Ленинскому району города Киров.

## Население
Постоянное население составляло 2 человека (русские 100%) в 2002 году, 3 в 2010.